# De roep van de Kinkhoorn
De roep van de Kinkhoorn is een Nederlandstalige jeugdroman, geschreven door Paul Biegel en uitgegeven in 2004 bij Uitgeverij Holland in Haarlem. De eerste editie werd geïllustreerd door Fiel van der Veen.
Het verhaal is een muzikaal sprookje, gebaseerd op de gelijknamige opera van Bart Visman, dat verhaalt over de vissersdochter Maaike, wiens vader op een dag niet meer terugkeert van zijn werk op zee. Na dagen aan de oever te hebben staan wachten ziet ze plotseling de zeegod Triton opduiken. Deze geeft haar een magische kinkhoorn, waarmee ze de Vier Winden kan oproepen die haar kunnen helpen haar vader terug te vinden.